# Carex rubicunda
Carex rubicunda là một loài thực vật có hoa trong họ Cói. Loài này được Petrie mô tả khoa học đầu tiên năm 1898.